# أوبليس كيزيلوردا
اوبليس كيزيلوردا (كازاخية) : Қызылорда облысы (كيزيلوردا اوبليسي) (روسية) : Кызылординская область (كيزيلوردانسكاي اوبلاست) هو مقاطعة في كازاخستان. يقع على الحدود مع أوزباكستان. عاصمته الإدارية مدينة كيزيلوردا. تقع على ساحل بحر الاورال.